# Надаб
Надаб, Надав (др.-евр. נדב‬) — сын Аарона и его жены Елисаветы (Элишевы), который вместе со своим отцом и братом Авиудом  был причислен к сану священников. Но при освящения скинии он, по библейскому преданию, был сожжён небесным огнём за попытку жертвоприношения чужим огнём, а не взятым из алтаря. Некоторые приписывают этот греховный поступок излишнему употреблению ими вина. Повествование о нём помещено в библейской книге Левит, гл. 10.
Позднейшая агада также порицает сыновей Аарона и упрекает их в слишком большом самомнении. Они остались неженаты потому лишь, что не находили ни одной женщины, достойной их внимания.